# Securidaca paniculata
Securidaca paniculata är en jungfrulinsväxtart som beskrevs av Louis Claude Marie Richard. Securidaca paniculata ingår i släktet Securidaca och familjen jungfrulinsväxter. Utöver nominatformen finns också underarten S. p. lasiocarpa.